# Міньйо-де-Медінаселі
Міньйо-де-Медінаселі (ісп. Miño de Medinaceli) — муніципалітет в Іспанії, у складі автономної спільноти Кастилія-і-Леон, у провінції Сорія. Населення — 100 осіб (2010).
Муніципалітет розташований на відстані близько 130 км на північний схід від Мадрида, 65 км на південь від Сорії.
На території муніципалітету розташовані такі населені пункти: (дані про населення за 2010 рік)
- Амброна: 21 особа
- Конкесуела: 5 осіб
- Міньйо-де-Медінаселі: 68 осіб
- Вентоса-дель-Дукадо: 6 осіб

## Демографія
Динаміка населення (INE ):

## Галерея зображень

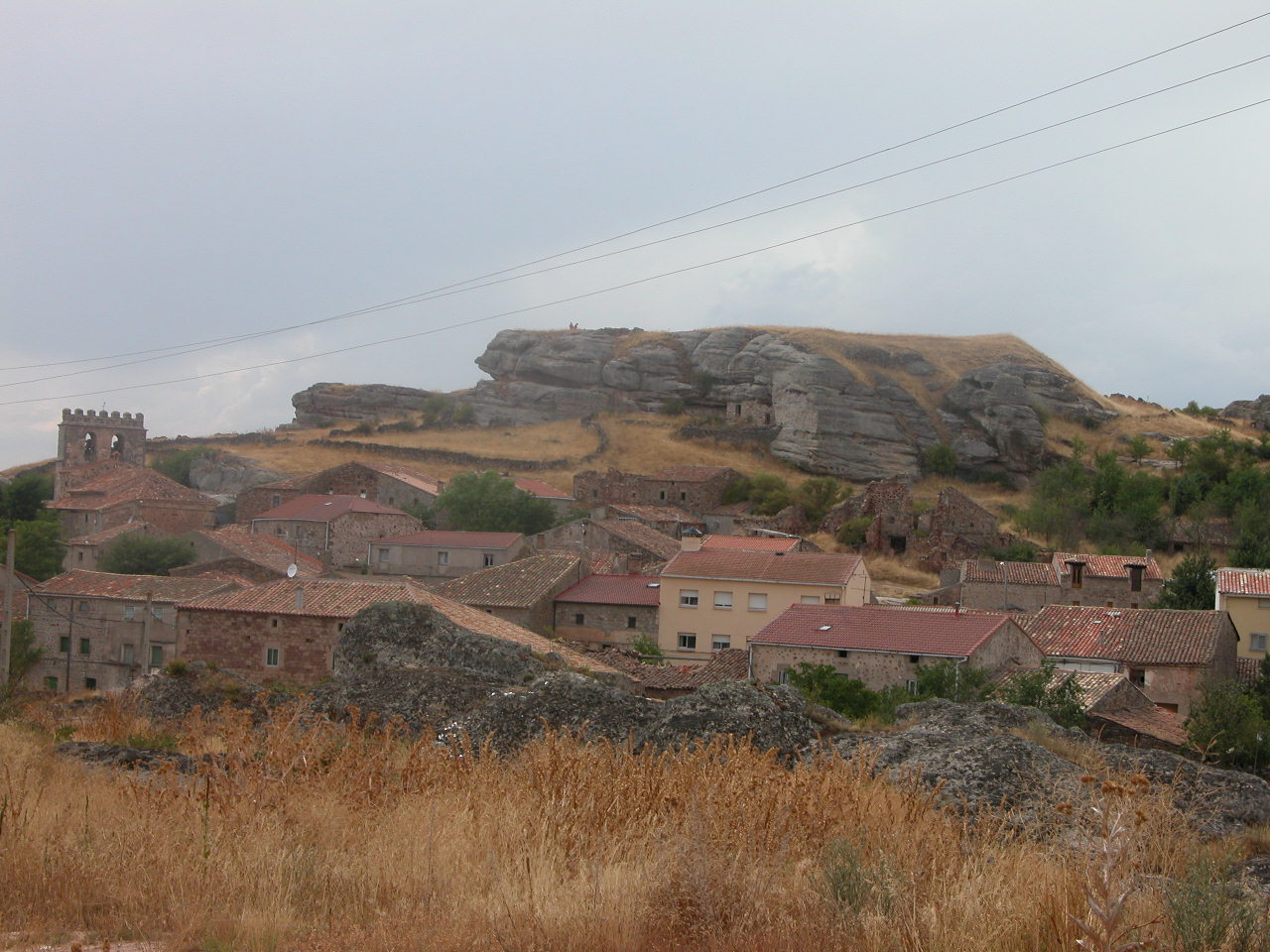
Міньйо-де-Медінаселі